# Margarita de Angulema
Margarita de Angulema, llamada también Margarita de Francia, Margarita de Valois, Margarita de Alençon, Margarita de Navarra o Margarita de Orléans (Angulema, Francia, 11 de abril de 1492-Odos, Altos Pirineos, 21 de diciembre de 1549), fue una noble escritora y humanista francesa. Princesa de la primera rama de Orleans de la dinastía de los capetos fue hermana de Francisco I de Francia. Duquesa de Alençon por su primer matrimonio con Carlos de Alençon en 1509, fue nombrada duquesa de Berry en 1517 por su hermano,  y enviuda en 1525. Cuatro años después vuelve a casarse con Enrique II de Albret y se convierte en reina de Navarra (1527-1549). Margarita es una de los ancestros de los reyes Borbones de Francia, siendo la madre de Juana de Albret, cuyo hijo Enrique III de Navarra y IV de Francia fue el primer rey de esta casa.
Tuvo un importante papel en la primera parte del siglo XVI, ejerciendo una profunda influencia en la diplomacia. Recibió una formación intelectual de calidad marcada por un humanismo italianizante estructurado en torno al latín, al griego y a la filosofía. Manifiesta interés por nuevas ideas, apoyando tanto a los artistas de la Corte de Francia que protege, especialmente a los escritores Rabelais y Bonaventure des Périers, así como la restauración del Castillo de Nérac.
Hablaba italiano y español al mismo nivel que el francés y tenía un gran interés en la política. Apreciada por su carácter abierto, su cultura y por haber hecho de su corte un brillante centro del humanismo, acogió los inicios de la Reforma, difundiendo el evangelismo y el platonismo. Como escritora fue apodada "la décima musa", siendo su obra más conocida el Heptamerón, una colección de cuentos que seguía el modelo del Decamerón de Bocaccio pero con la inversión de las situaciones de hombres y mujeres, ya que en la obra de Margarita son las mujeres quienes ridiculizan a los hombres. Su modo de escribir señala a la escritora y filósofa Séverine Auffret y se asemeja al de Christine de Pisan: relata y a veces diserta. Los poetas de su época la llamaban "la perla de los Valois."
Como escritora y patrona de humanistas y reformadores, fue, pues, una figura sobresaliente del Renacimiento francés. Samuel Putnam la llamó "la primera mujer moderna".

## Biografía

### Infancia
Princesa de la primera rama de Orleans de la dinastía de los Capetos, nació en el castillo de Angulema el 11 de abril de 1492. Hija de Carlos de Orleans (1459-1496), conde de Angulema, y de Luisa de Saboya. Carlos de Orleans era descendiente directo de Carlos V de Francia y pretendiente a la Corona francesa tras la muerte sin descendencia de Carlos VIII de Francia. Cuando tenía dos años cambiaron de residencia y se instalaron en Cognac, donde nacería su hermano, el futuro Francisco I de Francia. Tras morir su padre en 1496 cuando ella tenía cuatro años, ambos hermanos quedaron bajo la tutela del duque Luis de Valois, que llegaría al trono en 1499.
Bajo la supervisión de su madre recibieron formación por parte de Madame de Chatillon como institutriz y de los mejores tutores de la época, que les enseñaron latín, italiano y español, además de Neoplatonismo, que llegaba desde Florencia con la idea de que el cuerpo es la cárcel del alma, de la que solo se libera a través de la muerte y el amor, y espiritualismo evangélico. Blanca de Tournon como "maestra de modales", François de Moulins de Rochefort (tratado sobre "cosas para saber" con miniaturas y citas de Cicéron y Juvénal), y Robert Hurault se ocupa de la filosofía. El lema de Louise es Libris et liberis: Margarita hereda su afición por los libros. En la biblioteca de Blois, encargada por Guillaume Budé, pueden encontrarse numerosos libros traídos de Italia por Carlos VIII y Luis XII. Piedad, estudios sólidos, juegos, risas, amor familiar conformaron la juventud de Margarita.
Cuando tenía diez años, su madre intentó casarla con el príncipe de Gales Enrique VIII de Inglaterra, pero el enlace fue rechazado por la parte inglesa. Posteriormente estuvo prometida a Gastón de Foix, sobrino de Luis XI de Francia, del cual estaba enamorada, pero este falleció antes de la boda en la batalla de Rávena. A los 17 años, en diciembre de 1509 celebró su primer matrimonio con el duque de Alençon, un matrimonio sin amor y desdichado. 
En 1515 murió el rey Luis XII sin sucesor directo y su hermano Francisco llegó al trono de Francia. Su relación familiar con el nuevo rey la convirtió en una figura relevante de la corte, que Margarita aprovechó para rodearse de intelectuales, artistas y pensadores, llegando a ser considerada como una mecenas del Renacimiento intelectual y literario en Francia.
Enviuda en 1525, año en el que Margarita escribe su primer libro: “El diálogo”.
Como consecuencia de la batalla de Pavía entre franceses y españoles, Francisco I cae prisionero del Emperador Carlos I y V de Alemania. Francisco I es trasladado en primer lugar a Valencia y posteriormente a Madrid.
Margarita de Navarra se va en septiembre de 1525 a Madrid para visitar a su hermano el rey Francisco I y negocia las condiciones para su liberación. El propio emperador Carlos V acompañó a Margarita a visitar a su hermano. Consecuencia de esta visita, se firmó el Tratado de Madrid (19 de diciembre de 1526) por el que Francia cede el ducado de Borgoña a los Habsburgo y a cambio Francisco I obtiene la libertad.

### Matrimonio y descendencia
El 3 de diciembre de 1509, a los 17 años de edad se casa, en primeras nupcias, con el último duque de Alençon Carlos IV, de 20 años de edad, por decreto del rey Luis XII (quien también arregló el matrimonio de su hija Claudia, que para entonces tenía 10 años de edad, con Francisco, el hermano de Margarita). Con este decreto, Margarita se vio forzada a casarse con un hombre que era amable en términos generales pero que era prácticamente un analfabeto en términos de conveniencia política: "la joven y radiante princesa de los ojos azul violáceo... se había convertido en la novia de un holgazán y un idiota". Margarita había sido trocada para salvar el orgullo real de Luis, manteniendo el condado de Armañac en la familia. No hubo descendencia de este matrimonio.
Siguiendo el ejemplo dado por su madre, Margarita se convirtió en la mujer más influyente en Francia durante su vida cuando su hermano subió al trono como Francisco I en 1515. Su salón, conocido como el "Nuevo Parnaso" ganó fama internacional.
Tras la muerte de la reina Claudia, Margarita se hizo cargo de sus dos sobrinas, Magdalena y Margarita, a quienes siguió cuidando durante su segundo matrimonio.

### Reina de Navarra
Carlos, su primer esposo, enfermó de pleuritis, Margarita quedó viuda el 11 de abril de 1525, justo cuando su hermano estaba preso y enfermo en la corte de España después de la derrota de Pavía. El 24 de enero de 1527 se casa con Enrique II de Albret, rey de Navarra. Fernando II de Aragón había invadido el Reino de Navarra en 1512, y Enrique sólo gobernaba la Baja Navarra, el principado independiente de Béarn y varias dependencias en Gascuña. El 16 de noviembre de 1528, Margarita dio a luz a una hija de Enrique, la futura Juana III de Navarra (1528-1572), llamada Juana de Albret, reina de Navarra y quien habría de ser la madre del futuro Enrique IV de Francia.
Un embajador veneciano de la época elogió a Margarita por conocer todos los secretos del arte diplomático, por lo que debía ser tratada con deferencia y circunspección. La aventura más notable de Margarita consistió en liberar a su hermano, el rey Francisco I, que había sido hecho prisionero en España por Carlos V del Sacro Imperio Romano Germánico, tras ser capturado en la batalla de Pavía, Italia, en 1525. Durante un período crítico de las negociaciones, la reina Margarita cabalgó a través de los bosques invernales, doce horas al día por varios días, para cumplir con un plazo de salvoconducto, mientras escribía sus cartas diplomáticas por la noche.
Su único hijo, Juan de Navarra (1530), nació en Blois el 7 de julio de 1530, cuando Margarita tenía treinta y ocho años, una edad considerada mayor para lo corriente en el siglo XVI. El niño murió el día de Navidad de ese mismo año. Los académicos creen que su duelo motivó a Margarita a escribir su obra más controvertida, Miroir de l'âme pécheresse (Espejo del alma pecadora), en 1531.

### Papel en la Reforma Protestante
Gracias a su educación modernista, y en particular a raíz del tratamiento de la Iglesia Católica hacia el reinado de su hermano Francisco, Margarita estaba desencantada con la deshonestidad e hipocresía de la jerarquía eclesiástica y las prácticas del catolicismo medieval, y desde los primeros días del reinado de Francisco había hecho todo lo que estaba en su mano para reformar sus corruptas instituciones y procurar que se colocara a clérigos dignos en puestos importantes. Uno de estos clérigos fue Guillaume Briçonnet, progresista obispo de Lodève y estudiante de Jacques Lefèvre d'Étaples, y se ha sugerido que Margarita fue instrumental en que Briçonnet fuera nombrado obispo de Meaux en 1515, así como para que se le incluyera en las negociaciones que dieron vida al Concordato de Bolonia un año después.
Bajo la influencia del obispo Briçonnet, Meaux se convertiría en un lugar de reunión de varios clérigos modernistas, entre ellos Lefèvre, Gerard Roussel (posteriormente capellán de Margarita), Guillaume Farel (que posteriormente se haría protestante), Michel d’Arande y otros, todos los cuales serían posteriormente acusados por sus creencias "heréticas." Influenciados por las nuevas ideas teológicas de Erasmo de Róterdam y conscientes de la rebelión contra la autoridad eclesial que estaba ocurriendo en los estados germanos desde que Martín Lutero publicara sus tesis en 1517, estos hombres estaban interesados en redefinir las prácticas espirituales, incluyendo entre otras ideas la impresión y distribución de traducciones francesas de la Biblia.
Briçonnet y Margarita llevaron una extensa correspondencia, y el obispo se convirtió en su mentor y asesor espiritual, aconsejándola en asuntos doctrinales y personales. Briçonnet también la exhortó a extender la agenda reformista a la atención del rey Francisco, así como a proteger e instalar a sacerdotes reformistas, tarea que Margarita aceptó alegremente. Con la muerte del papa León X en 1521, y el trono papal cayendo en manos de Adriano VI, otrora tutor del rival de Francisco, Carlos V,  Francisco pudo haber visto en el movimiento reformista una forma de contrarrestar el poder papal, y se ofreció a brindar apoyo a la campaña reformista del obispo Briçonnet, apoyo que sin embargo se vio ampliamente mermado por el deplorable estado económico del reino.
La agenda reformista patrocinada por Margarita (y evidente en su Heptamerón) pronto empezó a recibir ataques de parte de sectores conservadores de la Iglesia, que empezaron a condenar a Briçonnet, Lefèvre y los demás como herejes, e incluso a interrogarlos, saquear sus casas y quemar sus libros. Margarita, temiendo por sus vidas, apeló a su hermano Francisco para defenderlos. El conflicto entre reformistas y católicos conservadores se hizo más álgido en los años siguientes. La ayuda de Margarita a quienes favorecían la Reforma la llevó a ser sospechosa de profesar tales doctrinas heréticas. La Universidad de la Sorbona se sublevó contra Margarita. Novel Beda, un sindicato de la facultad de teología, denunció su "Espejo del alma pecadora", y se esforzó por demostrar que, al no hablar en esta obra de los santos o del purgatorio, su autora no creía en estos dos dogmas del catolicismo. Un monje afirmó que Margarita debería ser cosida en un saco y arrojada al Sena. Estudiantes del Colegio de Navarra la satirizaron en una obra llamada Furia del infierno. Sin embargo, su hermano, el rey Francisco, obligó a retirar los cargos y obtuvo una disculpa de la Sorbona.
Durante este tiempo, si bien Franciso apoyó a su hermana contra sus detractores y toleraba sus esfuerzos por reformar la iglesia, había jurado defender la fe católica y mantener el orden. Sin embargo, el 18 de octubre de 1534 aparecieron volantes en varias ciudades francesas que atacaban de manera ofensiva la misa católica, y uno de ellos fue puesto incluso en la puerta de la alcoba real en Amboise. Este episodio, conocido como el Asunto de los Pasquines, no fue solo un ataque contra la iglesia sino contra el poder político de Francisco quien para entonces intentaba demostrar su lealtad al recién nombrado papa Paulo III, y Francisco se vio forzado a actuar, lo que llevó al comienzo de una intensa persecución de los protestantes, publicándose los primeros edictos condenatorios. Durante la turbulencia religiosa de Francia de estos años, Margarita no pudo proteger como antes a los reformistas, y tuvo que limitarse a dar asilo a muchos de los perseguidos por herejes en sus nuevos estados de Navarra; incluyendo a Berquin, Dolet (los dos fueron quemados posteriormente); Calvino, que ya era un firme protestante, pero no un líder religioso; y Clemente Marot, de quien se rumoraba era amante de la reina.
Tras la expulsión de Juan Calvino y Guillaume Farel de Ginebra en 1538, Margarita de Navarra escribió a Marie Dentière, una notable reformadora protestante francesa en Ginebra. Las dos parecen haber tenido una historia personal fuera de su correspondencia escrita: Margarita era madrina de la hija de Marie Dentière y la hija de ésta compuso una guía en francés a la lengua hebrea para enviársela a la hija de Margarita. En su carta, Margarita preguntaba cuál era la causa de la expulsión de Calvino y Farel. Dentière respondió en 1539 con la Epistre tres utile, comúnmente conocida hoy como la Epístola a Margarita de Navarra. Esta epístola criticaba al clero protestante que había expulsado a Calvino y Farel, pedía el apoyo y la ayuda de Margarita para aumentar el conocimiento bíblico y su acceso entre las mujeres, y le aconsejaba que actuara para expulsar al clero católico de Francia.
Durante sus años en Francia, Ana Bolena había sido dama de compañía de la reina Claudia. Se conjetura que en tanto las cortes de Claudia y Margarita coincidieron es posible que Ana Bolena hubiera estado al servicio de Margarita más que de Claudia, y que pudo haberse convertido en seguidora de Margarita, absorbiendo sus opiniones sobre el cristianismo. Existe una carta de Ana Bolena después de convertirse en reina en la que hace grandes expresiones de afecto a Margarita. Se conjetura que Margarita entregó a Ana el manuscrito original de su Miroir de l'âme pécheresse (Espejo del alma pecadora, 1531) en algún momento. Se sabe con certeza que en 1544, nueve años después de la ejecución de Ana Bolena, la hija de ésta, que se convertiría en Isabel I (1533-1603), tradujo el poema a la prosa inglesa como The Miroir or Glasse of the Synneful Soul cuando tenía once años, y que lo presentó, escrito de su puño y letra, a su entonces madrastra, la reina inglesa Catalina Parr. Esta conexión literaria entre Margarita, Ana Bolena, Catalina Parr e Isabel sugiere un vínculo mentor directo o un legado de convicciones religiosas reformistas.
Margarita estaba convencida de que el asunto de los pasquines había sido instigado no por los reformistas sino por sus detractores para hacer actuar al rey. Con todo, por solicitud de su hermano, Margarita dejó de expresar en público su apoyo a los reformistas (si bien su apoyo aparece de manera tácita en sus escritos), y es posible que la relación entre los dos se haya deteriorado debido a esto. Ante las numerosas críticas que la acusaban a ella y a su hermano de apoyar a los herejes, Margarita se esforzó en una carta a su hermano en 1542 en aclarar que no solo no estaba del lado de los herejes sino que apoyaba las medidas del rey para suprimir la reforma, en particular abjurando de quienes predicaban que los elementos de la Misa eran solo símbolos, y si bien había ayudado a algunos de estos como Calvino, Margarita afirmó que tenía la convicción de que la reforma eclesial debía ocurrir desde adentro, y que su desavenencia era con la corrupción y la estrechez de mente de los clérigos y no con la doctrina eclesial. La mayoría de los autores que han hablado de esta princesa en los dos siglos anteriores dicen que hacia el final de su vida frecuentó los sacramentos y usó grandes cantidades de dinero para construir templos en honor a la verdadera religión, lo cual destruiría las sospechas planteadas sobre sus creencias. También fundó algunos hospitales, uno de ellos en París.

### Muerte
Su hermano Francisco murió el 31 de marzo de 1547, y a raíz de ello perdió cualquier rol de influencia en el reino de su sobrino Enrique. Margarita se retiró finalmente a un domicilio modesto en Odos, cerca de Tarbes, donde se dedicó a plantar árboles, a la oración y a escribir. De salud frágil, finalmente se resfrío y enfermó, para morir el 21 de diciembre de 1549, a los 57 años de edad. 
Dados sus vínculos con los movimientos protestantes, hubo gran especulación respecto a la fe en la que murió, pero se sabe con casi absoluta certeza que murió siendo católica. Recibió la extremaunción de manos del monje franciscano Gilles Caillau, y una misa se celebró en su honor en la catedral de Léscar, donde están enterrados los miembros de la familia real de Navara, misa a la que asistieron numerosos prelados de la iglesia.

## Su obra literaria

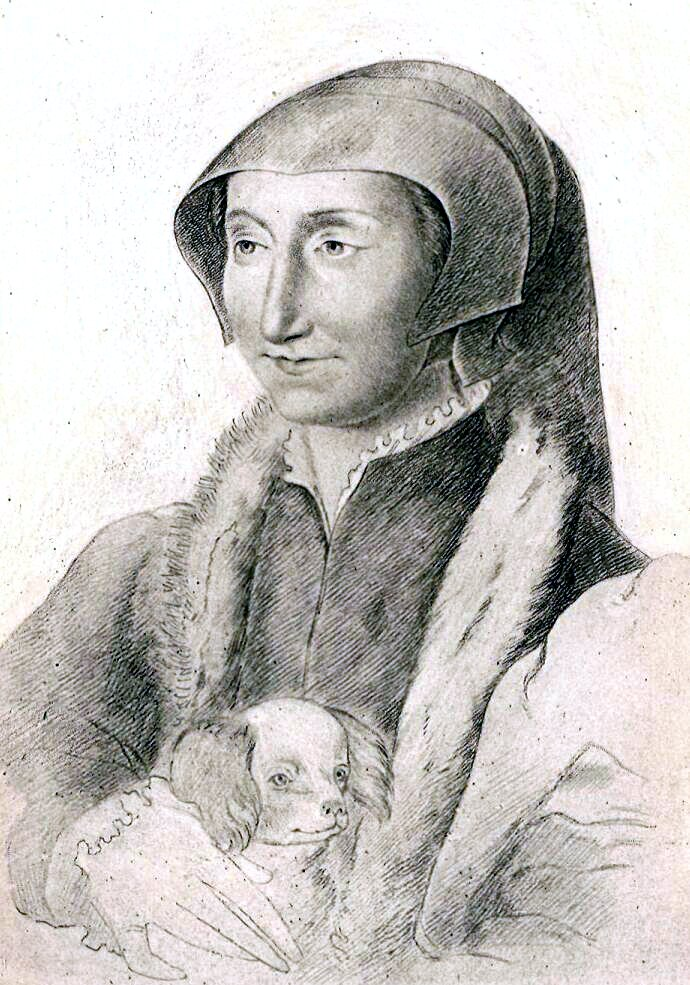
Margarita de Navarra, de un dibujo al carboncillo por Francois Clouet, conservado en la Biblioteca Nacional, París.

Pierre Boaistuau es el primer editor de sus novelas
- Un diálogo místico en forma de visión nocturna (1525).[9]
- Un poema: Espejo del alma pecadora (1531) atacado por la Sorbona tras su reedición en 1533, necesitó la intervención de Francisco I.[9] El libro está plagado de ideas evangélicas que hacen de la fe y de la caridad principio de la salud. A esta obra le siguieron numerosos poemas basados en los cantos espirituales de los que Margarita utilizaba la estructura poética de canciones profanas sustituyéndola por textos religiosos.
- Cuatro Misterios o Autos sacramentales.
- Dos Farsas.
- Las Margaritas de la Margarita de las princesas (1547),[9] poesías, recopiladas y publicadas después de su muerte por Silvio de La Haya, uno de sus ayudantes de cámara. Las Poesías se imprimieron en París, 1554. Entre los manuscritos de la biblioteca real de Francia, se conservan tres volúmenes en folio de Cartas de Margarita de Valois, una parte de las cuales fue publicada por Mr. Genin, en la colección de la Sociedad de la Historia de Francia.[2]

### Heptameróno los cuentos de la reina de Navarra
En la recta final de su vida escribió sus dos grandes creaciones: “Las prisiones de la Reina de Navarra”, en la que condensaba sus inquietudes filosóficas, teológicas, místicas y artísticas, y el “Heptamerón”, (1542) que está considerada como su obra cumbre, siguiendo el modelo del Decamerón de Boccaccio, que ya se conocía desde 1414. Pero no puede acabarlo, ya que la muerte le sobreviene antes de terminar la obra. El Heptamerón recoge 72 relatos que se desarrollan durante siete días. Como en la obra de Boccaccio, los relatos se inscriben en una historia cerrada. Margarita hace que cinco hombres y cinco mujeres, atrapados por el derrumbe de un puente a causa de una fuerte lluvia, cuenten una historia cada día durante diez jornadas hasta completar cien relatos. Sin embargo, la reina navarra solo pudo completar siete jornadas, de ahí el título de “Heptamerón” a causa de su muerte. El historiador Jon Oria, autor de una biografía de la reina, destaca de la obraː «Margarita hace feminismo intelectual, ya que si en el “Decamerón” Bocaccio hace que los hombres se rían de las mujeres, en el “Heptamerón”, Margarita hace que las mujeres ridiculicen a los hombres».
La última edición de Heptamerón parece que es la de Berna, 1780, con las preciosas láminas de Chodowiecki.
"Bajo la forma de una amena ficción literaria, el Heptamerón inaugura el debate que proseguirá en los siglos XVI y XVII: ¿cuánto valen las mujeres y los varones y cuáles son sus respectivas capacidades y virtudes? El juego del Heptamerón es argumentar preguntas y respuestas. Margarita de Navarra pone en debate el sexo. Su libro sigue siendo una referencia para el futuro de la cuestión de las mujeres" señala Severine Auffret en el ensayo La gran historia del feminismo".

## Influencia
Simone de Beauvoir se refiere a ella en su obra El segundo sexo con estas palabras: «Pero la escritora que mejor sirvió a la causa de su sexo fue Margarita de Navarra, que propuso contra la licencia de las costumbres un ideal de misticismo sentimental y de castidad sin mojigatería, tratando de conciliar amor y matrimonio para honor y dicha de las mujeres».

## Ancestros
| \| \| \| \| \| \| \| \| \| \| \| \| \| \| \| \| \| \| \| \| 16. Rey Carlos V de Francia \| \| \| \| \| \| \| \| \| \| \| \| \| \| \| \| \| \| \| \| \| \| \| \| \| \| \| \| \| \| \| \| \| \| \| \| \| \| \| \| \| \| \| \| \| \| \| \| \| \| \| \| \| \| 8. Luis I, Duque de Orleáns \| \| \| \| \| \| \| \| \| \| \| \| \| \| \| \| \| \| \| \| \| \| \| \| \| \| \| \| \| \| \| \| \| \| \| \| \| \| \| \| \| \| \| \| \| \| \| \| \| \| \| \| \| \| 17. Reina Joanna de Borbón \| \| \| \| \| \| \| \| \| \| \| \| \| \| \| \| \| \| \| \| \| \| \| \| \| \| \| \| \| \| \| \| \| \| \| \| \| \| \| \| \| \| \| \| \| \| \| \| \| \| \| \| \| \| 4. Juan, Conde de Angoulême \| \| \| \| \| \| \| \| \| \| \| \| \| \| \| \| \| \| \| \| \| \| \| \| \| \| \| \| \| \| \| \| \| \| \| \| \| \| \| \| \| \| \| \| \| \| \| \| \| \| \| \| \| \| 18. Gian Galeazzo Visconti \| \| \| \| \| \| \| \| \| \| \| \| \| \| \| \| \| \| \| \| \| \| \| \| \| \| \| \| \| \| \| \| \| \| \| \| \| \| \| \| \| \| \| \| \| \| \| \| \| \| \| \| \| \| 9. Valentina Visconti, Duquesa de Orleáns \| \| \| \| \| \| \| \| \| \| \| \| \| \| \| \| \| \| \| \| \| \| \| \| \| \| \| \| \| \| \| \| \| \| \| \| \| \| \| \| \| \| \| \| \| \| \| \| \| \| \| \| \| \| 19. Princesa Isabella de Valois \| \| \| \| \| \| \| \| \| \| \| \| \| \| \| \| \| \| \| \| \| \| \| \| \| \| \| \| \| \| \| \| \| \| \| \| \| \| \| \| \| \| \| \| \| \| \| \| \| \| \| \| \| \| 2. Carlos, Conde de Angoulême \| \| \| \| \| \| \| \| \| \| \| \| \| \| \| \| \| \| \| \| \| \| \| \| \| \| \| \| \| \| \| \| \| \| \| \| \| \| \| \| \| \| \| \| \| \| \| \| \| \| \| \| \| \| 20. Alano VIII de Rohan \| \| \| \| \| \| \| \| \| \| \| \| \| \| \| \| \| \| \| \| \| \| \| \| \| \| \| \| \| \| \| \| \| \| \| \| \| \| \| \| \| \| \| \| \| \| \| \| \| \| \| \| \| \| 10. Duque Alain IX de Rohan \| \| \| \| \| \| \| \| \| \| \| \| \| \| \| \| \| \| \| \| \| \| \| \| \| \| \| \| \| \| \| \| \| \| \| \| \| \| \| \| \| \| \| \| \| \| \| \| \| \| \| \| \| \| 21. Beatriz de Clisson \| \| \| \| \| \| \| \| \| \| \| \| \| \| \| \| \| \| \| \| \| \| \| \| \| \| \| \| \| \| \| \| \| \| \| \| \| \| \| \| \| \| \| \| \| \| \| \| \| \| \| \| \| \| 5. Princesa Margarita de Rohan \| \| \| \| \| \| \| \| \| \| \| \| \| \| \| \| \| \| \| \| \| \| \| \| \| \| \| \| \| \| \| \| \| \| \| \| \| \| \| \| \| \| \| \| \| \| \| \| \| \| \| \| \| \| 22. Juan V de Bretaña \| \| \| \| \| \| \| \| \| \| \| \| \| \| \| \| \| \| \| \| \| \| \| \| \| \| \| \| \| \| \| \| \| \| \| \| \| \| \| \| \| \| \| \| \| \| \| \| \| \| \| \| \| \| 11. Princesa Marguerite de Bretaña \| \| \| \| \| \| \| \| \| \| \| \| \| \| \| \| \| \| \| \| \| \| \| \| \| \| \| \| \| \| \| \| \| \| \| \| \| \| \| \| \| \| \| \| \| \| \| \| \| \| \| \| \| \| 23. Juana de Navarra \| \| \| \| \| \| \| \| \| \| \| \| \| \| \| \| \| \| \| \| \| \| \| \| \| \| \| \| \| \| \| \| \| \| \| \| \| \| \| \| \| \| \| \| \| \| \| \| \| \| \| \| \| \| 1. Margarita de Navara (Margarita de Angoulême) \| \| \| \| \| \| \| \| \| \| \| \| \| \| \| \| \| \| \| \| \| \| \| \| \| \| \| \| \| \| \| \| \| \| \| \| \| \| \| \| \| \| \| \| \| \| \| \| \| \| \| \| \| \| 24. Duque Amadeo VIII de Saboya \| \| \| \| \| \| \| \| \| \| \| \| \| \| \| \| \| \| \| \| \| \| \| \| \| \| \| \| \| \| \| \| \| \| \| \| \| \| \| \| \| \| \| \| \| \| \| \| \| \| \| \| \| \| 12. Luis I duque de Saboya \| \| \| \| \| \| \| \| \| \| \| \| \| \| \| \| \| \| \| \| \| \| \| \| \| \| \| \| \| \| \| \| \| \| \| \| \| \| \| \| \| \| \| \| \| \| \| \| \| \| \| \| \| \| 25. Duquesa Mary de Borgoña \| \| \| \| \| \| \| \| \| \| \| \| \| \| \| \| \| \| \| \| \| \| \| \| \| \| \| \| \| \| \| \| \| \| \| \| \| \| \| \| \| \| \| \| \| \| \| \| \| \| \| \| \| \| 6. Felipe II, Duque de Saboya \| \| \| \| \| \| \| \| \| \| \| \| \| \| \| \| \| \| \| \| \| \| \| \| \| \| \| \| \| \| \| \| \| \| \| \| \| \| \| \| \| \| \| \| \| \| \| \| \| \| \| \| \| \| 26. Rey Jano de Chipre \| \| \| \| \| \| \| \| \| \| \| \| \| \| \| \| \| \| \| \| \| \| \| \| \| \| \| \| \| \| \| \| \| \| \| \| \| \| \| \| \| \| \| \| \| \| \| \| \| \| \| \| \| \| 13. Princesa Anne de Chipre \| \| \| \| \| \| \| \| \| \| \| \| \| \| \| \| \| \| \| \| \| \| \| \| \| \| \| \| \| \| \| \| \| \| \| \| \| \| \| \| \| \| \| \| \| \| \| \| \| \| \| \| \| \| 27. Reina Charlotte de Borbón \| \| \| \| \| \| \| \| \| \| \| \| \| \| \| \| \| \| \| \| \| \| \| \| \| \| \| \| \| \| \| \| \| \| \| \| \| \| \| \| \| \| \| \| \| \| \| \| \| \| \| \| \| \| 3. Condesa Luisa de Saboya \| \| \| \| \| \| \| \| \| \| \| \| \| \| \| \| \| \| \| \| \| \| \| \| \| \| \| \| \| \| \| \| \| \| \| \| \| \| \| \| \| \| \| \| \| \| \| \| \| \| \| \| \| \| 28. Duque Juan I de Borbón \| \| \| \| \| \| \| \| \| \| \| \| \| \| \| \| \| \| \| \| \| \| \| \| \| \| \| \| \| \| \| \| \| \| \| \| \| \| \| \| \| \| \| \| \| \| \| \| \| \| \| \| \| \| 14. Duque Carlos I de Borbón \| \| \| \| \| \| \| \| \| \| \| \| \| \| \| \| \| \| \| \| \| \| \| \| \| \| \| \| \| \| \| \| \| \| \| \| \| \| \| \| \| \| \| \| \| \| \| \| \| \| \| \| \| \| 29. Marie, Duquesa de Auvernia \| \| \| \| \| \| \| \| \| \| \| \| \| \| \| \| \| \| \| \| \| \| \| \| \| \| \| \| \| \| \| \| \| \| \| \| \| \| \| \| \| \| \| \| \| \| \| \| \| \| \| \| \| \| 7. Princesa Margaret de Borbón \| \| \| \| \| \| \| \| \| \| \| \| \| \| \| \| \| \| \| \| \| \| \| \| \| \| \| \| \| \| \| \| \| \| \| \| \| \| \| \| \| \| \| \| \| \| \| \| \| \| \| \| \| \| 30. Duque Juan de Borgoña, "sin Miedo" \| \| \| \| \| \| \| \| \| \| \| \| \| \| \| \| \| \| \| \| \| \| \| \| \| \| \| \| \| \| \| \| \| \| \| \| \| \| \| \| \| \| \| \| \| \| \| \| \| \| \| \| \| \| 15. Agnes de Borgoña \| \| \| \| \| \| \| \| \| \| \| \| \| \| \| \| \| \| \| \| \| \| \| \| \| \| \| \| \| \| \| \| \| \| \| \| \| \| \| \| \| \| \| \| \| \| \| \| \| \| \| \| \| \| 31. Duquesa Margaret de Baviera \| \| \| \| \| \| \| \| \| \| \| \| \| \| \| \| \| \| \| \| \| \| \| \| \| \| \| \| \| \| \| \| \| \| \| \| \| \| \| \| \| \| \| \| \| \| \| \| \| \| \| \| |                                                 |  |  |  |  |  |  |  |  |  |  |  |  |  |  |  |
| |                                                 |  |  |  |  |  |  |  |  |  |  |  |  |  |  |  |
| | 16. Rey Carlos V de Francia                     |  |  |  |  |  |  |  |  |  |  |  |  |  |  |  |
| |                                                 |  |  |  |  |  |  |  |  |  |  |  |  |  |  |  |
| |                                                 |  |  |  |  |  |  |  |  |  |  |  |  |  |  |  |
| | 8. Luis I, Duque de Orleáns                     |  |  |  |  |  |  |  |  |  |  |  |  |  |  |  |
| |                                                 |  |  |  |  |  |  |  |  |  |  |  |  |  |  |  |
| |                                                 |  |  |  |  |  |  |  |  |  |  |  |  |  |  |  |
| | 17. Reina Joanna de Borbón                      |  |  |  |  |  |  |  |  |  |  |  |  |  |  |  |
| |                                                 |  |  |  |  |  |  |  |  |  |  |  |  |  |  |  |
| |                                                 |  |  |  |  |  |  |  |  |  |  |  |  |  |  |  |
| | 4. Juan, Conde de Angoulême                     |  |  |  |  |  |  |  |  |  |  |  |  |  |  |  |
| |                                                 |  |  |  |  |  |  |  |  |  |  |  |  |  |  |  |
| |                                                 |  |  |  |  |  |  |  |  |  |  |  |  |  |  |  |
| | 18. Gian Galeazzo Visconti                      |  |  |  |  |  |  |  |  |  |  |  |  |  |  |  |
| |                                                 |  |  |  |  |  |  |  |  |  |  |  |  |  |  |  |
| |                                                 |  |  |  |  |  |  |  |  |  |  |  |  |  |  |  |
| | 9. Valentina Visconti, Duquesa de Orleáns       |  |  |  |  |  |  |  |  |  |  |  |  |  |  |  |
| |                                                 |  |  |  |  |  |  |  |  |  |  |  |  |  |  |  |
| |                                                 |  |  |  |  |  |  |  |  |  |  |  |  |  |  |  |
| | 19. Princesa Isabella de Valois                 |  |  |  |  |  |  |  |  |  |  |  |  |  |  |  |
| |                                                 |  |  |  |  |  |  |  |  |  |  |  |  |  |  |  |
| |                                                 |  |  |  |  |  |  |  |  |  |  |  |  |  |  |  |
| | 2. Carlos, Conde de Angoulême                   |  |  |  |  |  |  |  |  |  |  |  |  |  |  |  |
| |                                                 |  |  |  |  |  |  |  |  |  |  |  |  |  |  |  |
| |                                                 |  |  |  |  |  |  |  |  |  |  |  |  |  |  |  |
| | 20. Alano VIII de Rohan                         |  |  |  |  |  |  |  |  |  |  |  |  |  |  |  |
| |                                                 |  |  |  |  |  |  |  |  |  |  |  |  |  |  |  |
| |                                                 |  |  |  |  |  |  |  |  |  |  |  |  |  |  |  |
| | 10. Duque Alain IX de Rohan                     |  |  |  |  |  |  |  |  |  |  |  |  |  |  |  |
| |                                                 |  |  |  |  |  |  |  |  |  |  |  |  |  |  |  |
| |                                                 |  |  |  |  |  |  |  |  |  |  |  |  |  |  |  |
| | 21. Beatriz de Clisson                          |  |  |  |  |  |  |  |  |  |  |  |  |  |  |  |
| |                                                 |  |  |  |  |  |  |  |  |  |  |  |  |  |  |  |
| |                                                 |  |  |  |  |  |  |  |  |  |  |  |  |  |  |  |
| | 5. Princesa Margarita de Rohan                  |  |  |  |  |  |  |  |  |  |  |  |  |  |  |  |
| |                                                 |  |  |  |  |  |  |  |  |  |  |  |  |  |  |  |
| |                                                 |  |  |  |  |  |  |  |  |  |  |  |  |  |  |  |
| | 22. Juan V de Bretaña                           |  |  |  |  |  |  |  |  |  |  |  |  |  |  |  |
| |                                                 |  |  |  |  |  |  |  |  |  |  |  |  |  |  |  |
| |                                                 |  |  |  |  |  |  |  |  |  |  |  |  |  |  |  |
| | 11. Princesa Marguerite de Bretaña              |  |  |  |  |  |  |  |  |  |  |  |  |  |  |  |
| |                                                 |  |  |  |  |  |  |  |  |  |  |  |  |  |  |  |
| |                                                 |  |  |  |  |  |  |  |  |  |  |  |  |  |  |  |
| | 23. Juana de Navarra                            |  |  |  |  |  |  |  |  |  |  |  |  |  |  |  |
| |                                                 |  |  |  |  |  |  |  |  |  |  |  |  |  |  |  |
| |                                                 |  |  |  |  |  |  |  |  |  |  |  |  |  |  |  |
| | 1. Margarita de Navara (Margarita de Angoulême) |  |  |  |  |  |  |  |  |  |  |  |  |  |  |  |
| |                                                 |  |  |  |  |  |  |  |  |  |  |  |  |  |  |  |
| |                                                 |  |  |  |  |  |  |  |  |  |  |  |  |  |  |  |
| | 24. Duque Amadeo VIII de Saboya                 |  |  |  |  |  |  |  |  |  |  |  |  |  |  |  |
| |                                                 |  |  |  |  |  |  |  |  |  |  |  |  |  |  |  |
| |                                                 |  |  |  |  |  |  |  |  |  |  |  |  |  |  |  |
| | 12. Luis I duque de Saboya                      |  |  |  |  |  |  |  |  |  |  |  |  |  |  |  |
| |                                                 |  |  |  |  |  |  |  |  |  |  |  |  |  |  |  |
| |                                                 |  |  |  |  |  |  |  |  |  |  |  |  |  |  |  |
| | 25. Duquesa Mary de Borgoña                     |  |  |  |  |  |  |  |  |  |  |  |  |  |  |  |
| |                                                 |  |  |  |  |  |  |  |  |  |  |  |  |  |  |  |
| |                                                 |  |  |  |  |  |  |  |  |  |  |  |  |  |  |  |
| | 6. Felipe II, Duque de Saboya                   |  |  |  |  |  |  |  |  |  |  |  |  |  |  |  |
| |                                                 |  |  |  |  |  |  |  |  |  |  |  |  |  |  |  |
| |                                                 |  |  |  |  |  |  |  |  |  |  |  |  |  |  |  |
| | 26. Rey Jano de Chipre                          |  |  |  |  |  |  |  |  |  |  |  |  |  |  |  |
| |                                                 |  |  |  |  |  |  |  |  |  |  |  |  |  |  |  |
| |                                                 |  |  |  |  |  |  |  |  |  |  |  |  |  |  |  |
| | 13. Princesa Anne de Chipre                     |  |  |  |  |  |  |  |  |  |  |  |  |  |  |  |
| |                                                 |  |  |  |  |  |  |  |  |  |  |  |  |  |  |  |
| |                                                 |  |  |  |  |  |  |  |  |  |  |  |  |  |  |  |
| | 27. Reina Charlotte de Borbón                   |  |  |  |  |  |  |  |  |  |  |  |  |  |  |  |
| |                                                 |  |  |  |  |  |  |  |  |  |  |  |  |  |  |  |
| |                                                 |  |  |  |  |  |  |  |  |  |  |  |  |  |  |  |
| | 3. Condesa Luisa de Saboya                      |  |  |  |  |  |  |  |  |  |  |  |  |  |  |  |
| |                                                 |  |  |  |  |  |  |  |  |  |  |  |  |  |  |  |
| |                                                 |  |  |  |  |  |  |  |  |  |  |  |  |  |  |  |
| | 28. Duque Juan I de Borbón                      |  |  |  |  |  |  |  |  |  |  |  |  |  |  |  |
| |                                                 |  |  |  |  |  |  |  |  |  |  |  |  |  |  |  |
| |                                                 |  |  |  |  |  |  |  |  |  |  |  |  |  |  |  |
| | 14. Duque Carlos I de Borbón                    |  |  |  |  |  |  |  |  |  |  |  |  |  |  |  |
| |                                                 |  |  |  |  |  |  |  |  |  |  |  |  |  |  |  |
| |                                                 |  |  |  |  |  |  |  |  |  |  |  |  |  |  |  |
| | 29. Marie, Duquesa de Auvernia                  |  |  |  |  |  |  |  |  |  |  |  |  |  |  |  |
| |                                                 |  |  |  |  |  |  |  |  |  |  |  |  |  |  |  |
| |                                                 |  |  |  |  |  |  |  |  |  |  |  |  |  |  |  |
| | 7. Princesa Margaret de Borbón                  |  |  |  |  |  |  |  |  |  |  |  |  |  |  |  |
| |                                                 |  |  |  |  |  |  |  |  |  |  |  |  |  |  |  |
| |                                                 |  |  |  |  |  |  |  |  |  |  |  |  |  |  |  |
| | 30. Duque Juan de Borgoña, "sin Miedo"          |  |  |  |  |  |  |  |  |  |  |  |  |  |  |  |
| |                                                 |  |  |  |  |  |  |  |  |  |  |  |  |  |  |  |
| |                                                 |  |  |  |  |  |  |  |  |  |  |  |  |  |  |  |
| | 15. Agnes de Borgoña                            |  |  |  |  |  |  |  |  |  |  |  |  |  |  |  |
| |                                                 |  |  |  |  |  |  |  |  |  |  |  |  |  |  |  |
| |                                                 |  |  |  |  |  |  |  |  |  |  |  |  |  |  |  |
| | 31. Duquesa Margaret de Baviera                 |  |  |  |  |  |  |  |  |  |  |  |  |  |  |  |
| |                                                 |  |  |  |  |  |  |  |  |  |  |  |  |  |  |  |
| |                                                 |  |  |  |  |  |  |  |  |  |  |  |  |  |  |  |